# Olfatometría
La olfatometría es una técnica sensorial de medición de olores que se usa para determinar el grado de molestia que pueden ocasionar ciertos olores a la población. 

## Introducción
Durante las décadas de 1980 y 1990 en varias ciudades europeas sus gobernantes empezaron a preocuparse por la calidad del aire que respiraban sus habitantes[cita requerida]. Se observó que los malos olores que se generaban en sus ciudades provocaban malestares dentro de la población: dolores de cabeza, molestias respiratorias y alteraciones psicológicas. Gracias a estas investigaciones los gobiernos de estas ciudades se percataron que los malos olores afectan el bienestar y calidad de vida de las personas.
Para poder controlar estos males cada país creó su propia norma de estandarización de olores para poder así proteger la salud de sus ciudadanos. 
- Francia. Con "Method of the measurement of the odor of a gaseous effluent bureau the normalization", en 1986.
- Alemania. Con "Olfactometry, Odour threshold determination, Fundamentals. Verein Deutsche Ingenieure Verlag", en 1989.
- Países Bajos. Con "Air Quality. Sensory Odour Measurement using an Olfactometer". Netherlands Normalization Institute, The Netherlands, en 1995.

Debido a la unión e investigación de estos países se pudo crear en el año 2001 la nueva norma internacional (EN 13725) que rige dentro de la Unión Europea.

## Olfatómetro dinámico y estático
Hay dos tipos diferentes de olfatómetros. Ellos difieren en el método de dilución de los gases olorosos para el examinador.
- Olfatómetro estático, trabaja con la relación de los volúmenes de los resultados de gas en la dilución. En la dilución estática, son dos gases de volúmenes conocidos, uno de ellos con olor y el otro sin olor, que se mezclan.
- Olfatómetro dinámico, trabaja con una dilución dinámica, que se basa en la mezcla de dos flujos de gas conocidos, la prueba de olor y el aire neutro. La dilución se calcula a partir de los caudales. La ventaja de la dilución dinámica es la mayor flexibilidad en el rendimiento de las muestras con un menor consumo del gas oloroso.